# Дикинсон, Артур
А́ртур Ди́кинсон (англ. Arthur Dickinson; не ранее октябрь 1851, Шеффилд — 4 ноября 1930, Лондон) — английский футбольный тренер. Известен как главный тренер клуба «Уэнсдей».
Стал главным тренером (на тот момент эта должность именовалась «секретарём») футбольного клуба «Уэнсдей» из Шеффилда (в 1929 году клуб был переименован в «Шеффилд Уэнсдей») в 1891 году. Руководил командой на протяжении 29 сезонов, с 1891 по 1920 год. Выиграл с клубом два чемпионских титула Первого дивизиона, один чемпионский титул Второго дивизиона и два Кубка Англии. После завершения тренерской карьеры с 1920 по 1922 год был почётным секретарём клуба. Является самым успешным тренером в истории клуба, одержав 393 победы, 188 ничьих и 338 поражений в 919 матчах.

## Достижения
Уэнсдей
- Чемпион Англии (2): 1902/03, 1903/04
- Обладатель Кубка Англии (2): 1895/96, 1906/07
- Чемпион Второго дивизиона: 1899/1900

## Тренерская статистика
| Клуб    | Страна | Начало работы  | Завершение работы | Показатели | Показатели | Показатели | Показатели | Показатели |
| Клуб    | Страна | Начало работы  | Завершение работы | И          | В          | Н          | П          | % побед    |
| ------- | ------ | -------------- | ----------------- | ---------- | ---------- | ---------- | ---------- | ---------- |
| Уэнсдей | Англия | 1 августа 1891 | 31 мая 1920       | 919        | 393        | 188        | 338        | 42,76      |